# Badistica bellula
Badistica bellula är en insektsart som beskrevs av Karsch 1891. Badistica bellula ingår i släktet Badistica och familjen gräshoppor. Inga underarter finns listade i Catalogue of Life.